# جان بنر
جان بنر (بالفرنسية: Jean Benner)‏ هو مصمم ورسام فرنسي، ولد في 28 مارس 1836 في ميلوز في فرنسا، وتوفي في 28 أكتوبر 1906 في باريس في فرنسا.

## معرض صور

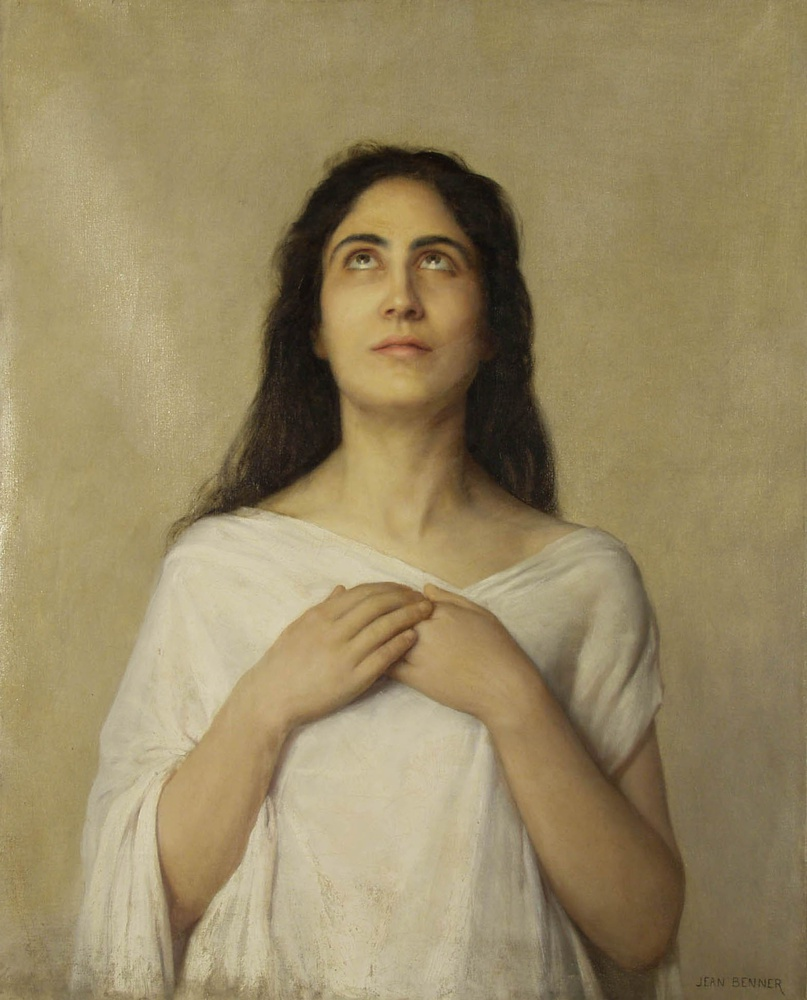
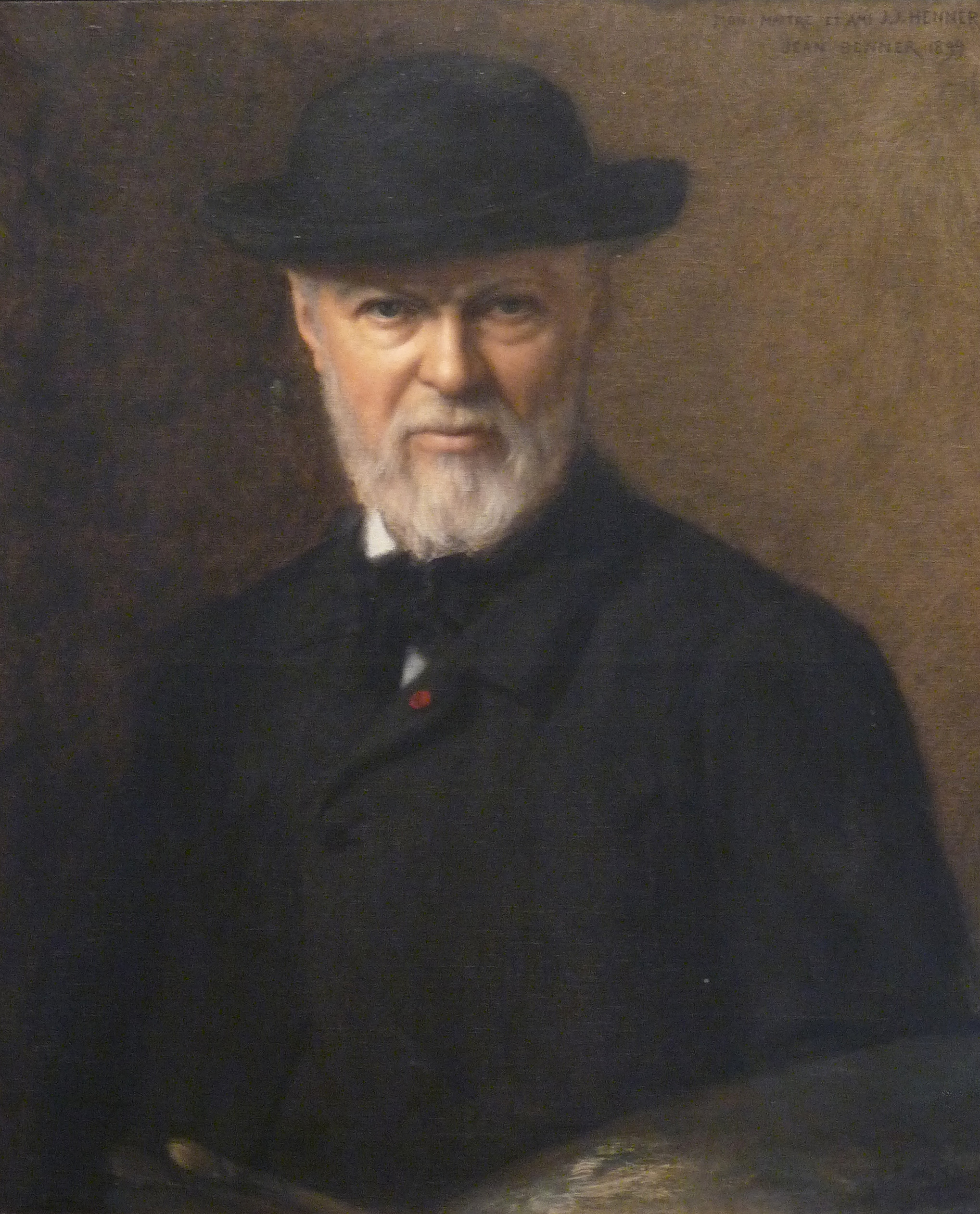
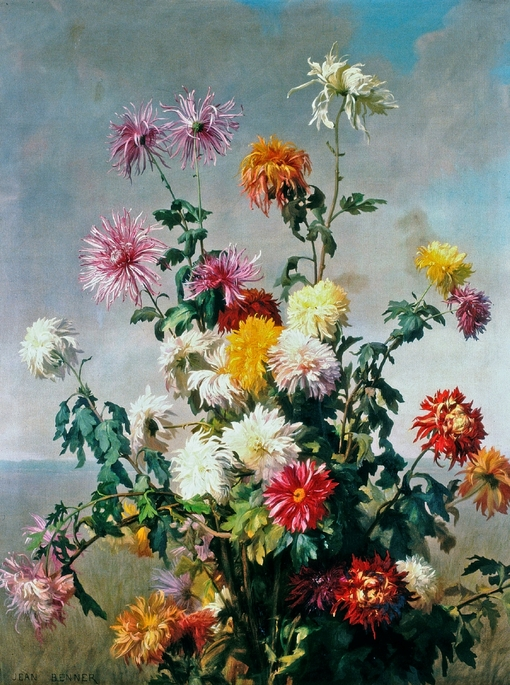
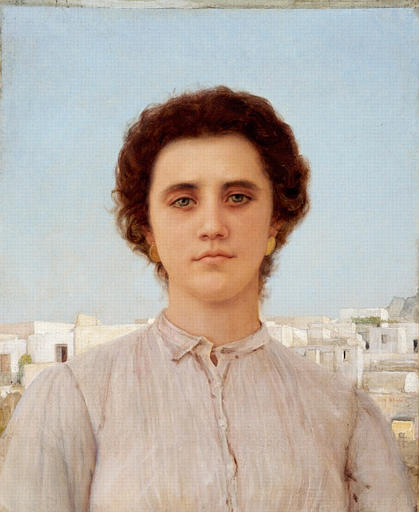
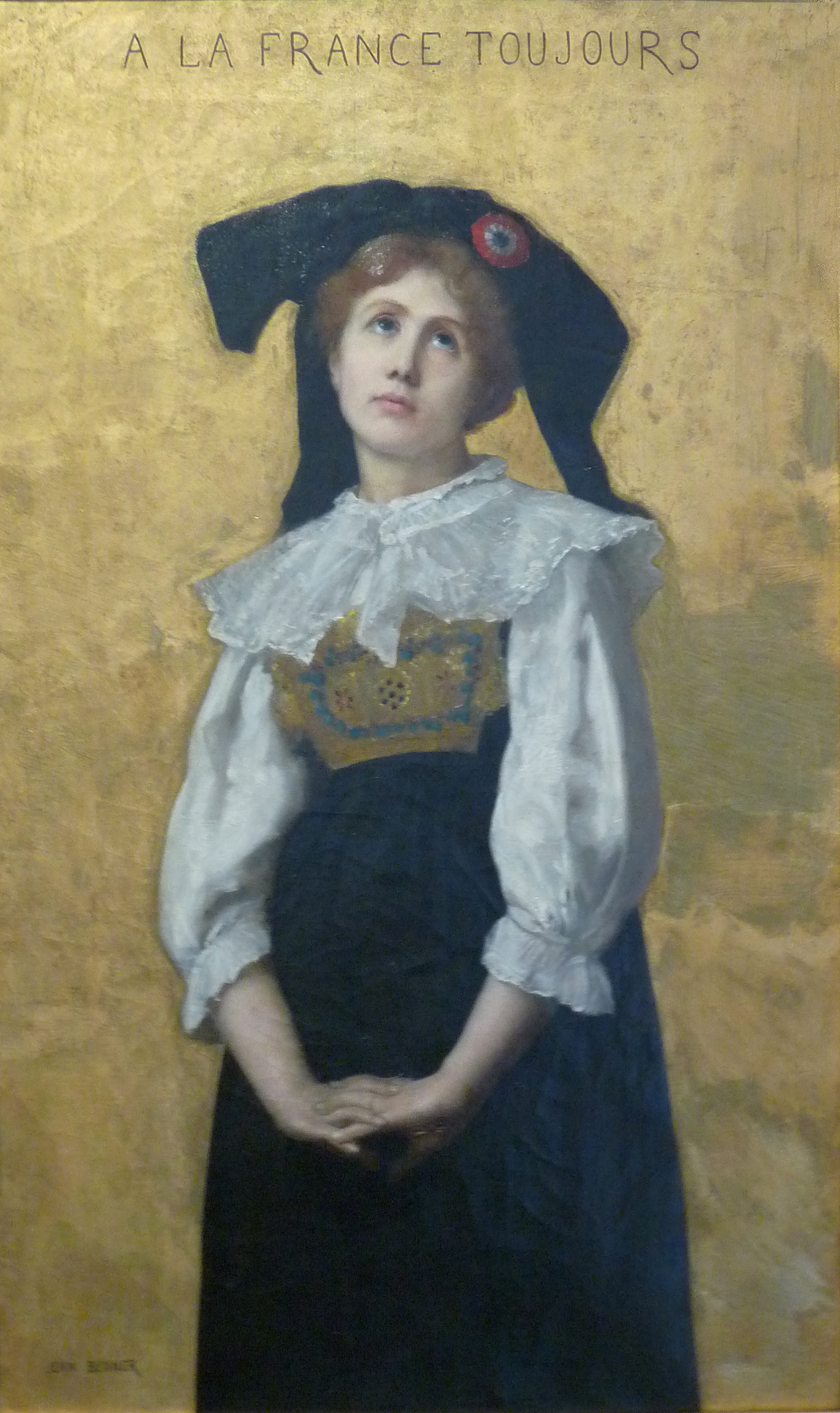
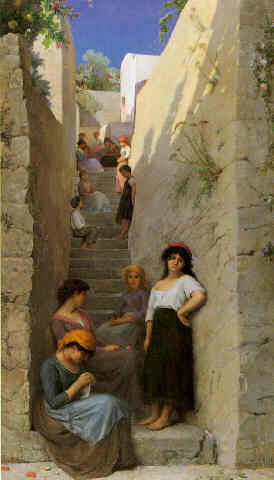